# 世界语

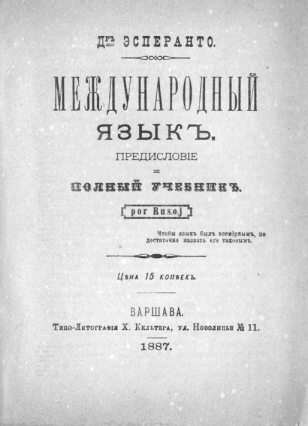
柴门霍夫醫生所寫的第一本世界語書籍

世界語（Esperanto，又稱「希望語」，因為Esperanto在該語言中的意思為「希望者」），舊譯萬國新語，旨在成為世界通用語。波蘭猶太人眼科醫生柴門霍夫在對其進行了十年的創作工作後於1887年出版《第一本書》，創立了這個語言的基礎。世界語的命名來自於（希望博士），這是柴门霍夫出版《第一本書》時所使用的筆名。最早，柴门霍夫給這門語言取的名字「La Lingvo Internacia」，意為「國際語言」。
在《第一本書》中，柴门霍夫写道自己对世界语有三个主要目标：
1. “使世界通用语言的学习变得容易和普遍。”
2. “使学习世界语者能够直接应用自己对于世界语的知识与任何国籍的人交流，无论世界语是否已经被广泛接受；换而言之，世界语将成为国际交流语言的媒介。”
3. “寻找克服人类自然不屑一顾的方法，并且尽快广泛鼓励全球人民学习与使用世界语，而并非在绝望之时才开始。”

总之，世界語的定位是国际辅助语言，不是用来代替世界上已经存在的语言。柴门霍夫原本想要创立一种简单易学而靈活的语言，一种普世的第二语言，用來促進世界和平并且帮助世界各地的人民了解他国的文化，而现在一些世界语者仍然抱着这样的期望。
根据民族語言網的统计，世界各地一共有大概200万人會说世界语，其中包括大约两千名以世界语为母语的人。世界语是目前唯一有母语人士的人工語言。国际世界语协会在全球120个国家中有大约5,500个成员，其中在欧洲、东亚及北美的成员最多。世界語維基百科至今已有大约373,000个条目，最鼎盛时，是第32大维基百科（曾在2005年排名第32），也是第一大的人造语言维基百科。
在世界语的学习网站中，lernu!是其中之一，在2013年公布有15万个註册用户，每个月也有大约15至20万个访客。2015年5月28日，多鄰國也增添了通过英语学习世界语的课程。隔年10月26日，通过西班牙语学习世界语的课程也加入了多邻国外语课程的行列。2017年5月27日止，在多邻国网站上开始学习世界语的人超过一百万。
世界語有文學作品、歌曲和電影，可说在短短的一个多世纪内衍生了一种独特的世界语文化。聯合國教科文組織曾在1954年将世界语推薦學習使用，1985年再次被聯合國教科文組織推薦給聯合國各个成員國。2007年，世界语成為歐洲共同語言參考標準（CEFR）的第32種語言。雖然至今仍没有任何國家給予世界語官方地位，但世界各地許多學校从小学到大学皆有提供世界語學習課程，且Google、維基百科、Facebook、Firefox、Ubuntu等皆有世界語版本。Google翻譯自2012年2月22日開始新增世界語为第64门语言。印尼的外交学院也将把世界语列为年轻外交官学习的语言之一。

## 历史
柴门霍夫医生的第一本世界语书《Esperanto》作于1880年前后。他是俄国犹太裔眼科医生，生于时属俄罗斯帝国的比亚韦斯托克。他创造这门语言是为了促进各国人民友好相处。他早年在比亚韦斯托克的境遇和感慨可以在他给Nikolai Borovko的信中窥见一斑：
|                  | 是我出生与童年生活的那座城市促使我向这个方向奋斗。在比亚里斯托克，居民分为四个种族：俄国人、波兰人、日耳曼人、犹太人，他们各自讲各自的语言，视外族为仇雠。最是在这座城市里的敏感环境中，人比别处更容易体会到语言隔閡带来的惨剧，处处都能体会到语言才是将本该亲如一家的人类隔阂为仇敌的最重要原因。我被教育成为一个理想主义者，我受到的教育是四海之内皆兄弟，但在大街上我看不到可以称作兄弟的人，他们只是俄罗斯族、波兰族、日耳曼族、犹太族，或其他什么民族。尽管人人常常笑谈我这个的小孩爱瞎操心，但这当时确实折磨着我幼小的心灵。当时我觉得大人是无所不能的，所以我常告诉自己，当我长大了我就会打败现实的黑暗。 |
| ——来自1895年的信 | |

柴门霍夫用了约十年时间将外语文章译作世界语，同时也直接用世界语创作散文与诗歌。1887年在华沙出版了第一本世界语语法。在其后的几十年里，世界语使用者的数目急剧增加，起初只是在俄罗斯帝国疆域内以及东欧地区，之后延伸到西欧、美洲、中国和日本。早期的世界语者是通过通信和杂志交流的，自从1905年第一届世界世界语大会在法国海滨城市布罗涅召开后，世界世界语大会每年在不同国家召开，只有在两次世界大战期间中断。二战后，每年都有两千到六千人與会。

### 遭受迫害
因为世界语大有希望成为人类互相了解的桥梁，从而常常招致极权主义国家的猜忌，比如纳粹德国。
由于柴门霍夫是犹太人的缘故，德国对世界语的迫害更是变本加厉。在希特勒的《我的奮鬥》中，指世界语是犹太人密谋支配世界后所使用的语言。世界语者因此遭屠杀，柴门霍夫的家人也遇害。
苏联初建时，世界语得到官方支持，苏联世界语协会也是官方承认的组织。然而1937年斯大林改变了政策，指世界语是内奸语言，世界语者惨遭流放乃至屠杀。苏联禁止使用世界语，直到1956年才结束禁令。
西班牙内战后，佛朗哥独裁政权迫害无政府主义者和加泰罗尼亚民族主义者，从而牵连了世界语者。直到1950年代，西班牙才重新容纳世界语的发展。

### 正式应用
现在，世界语并不被任何国际承认的国家确认为第二语言。但于二十世纪初建立了第一个世界语国家莫里斯尼特。中国语言学家钱玄同曾经提倡用世界语取代汉语。另外，1968年，自封独立的微型國家玫瑰島共和國也确定世界语为官方语言。
世界语一度很受中华人民共和国政府和民间的欢迎。共产党建政后不久的1951年3月11日即成立中华全国世界语协会，又于1963年召开第一次全国世界语工作座谈会，陈毅副总理发表长篇讲话；高教部发出《关于开设世界语课程的通知》。1964年，中国国际广播电台世界语广播正式开播。二十世纪八、九十年代，在中国大陆也曾有过世界语的学习热潮，据称当时中国有40万人学世界语。并且1985年于昆明举办了第一届全国世界语大会。
美军曾出版过世界语军用喊话手册，作为军演中假想敌的语言。1924年夏天，美国无线电中继协会接受世界语作为国际辅助语言，并希望其他各行各业的人也能够用世界语来进行国际交流，然而世界语在无线电通信中的实用价值反而不大。
世界语还是几个国际非营利组织的工作语言，比如Sennacieca Asocio Tutmonda，还有很多世界语组织。最大的世界语组织就是国际世界语协会，它与联合国和联合国教科文组织有正式顾问关系。而联合国教科文组织也在1954年推介以世界语作为国际沟通媒介。世界语是已於2020解散
的圣马力诺的国际科学学院的教学、管理语言。

## 語言特性

### 語言學分類
作为一种计划语言，世界语不与任何民族语言有谱系上的关联。人们说它是“词源上多采用罗曼词汇，词法上高度黏着，而又有些孤立语特征。」其音韵、语法、词汇、是基于西方印欧语言的，而音位系统本质上是斯拉夫形式的，也有少量日耳曼语言特征。在语用和其他在最早的柴门霍夫的世界语文献中未详细说明的方面上深受早期使用者的母语影响，尤其是俄语、波兰语、德语、法语。
在语言类型学范畴上，世界语的介词、语序自由，而預設为主谓宾。形容词可以自由地置于所修饰的名词的前或后，然而通常还是在名词前。新词通过丰富的前后缀而形成。

### 世界语音系
世界语有23个辅音、5个元音、两个半元音，半元音可以和元音组合成六种复合元音。（辅音/j/ 和半元音/i̯/ 都写作j，不常见的辅音 /dz/写作字母组合dz.）不使用重音来区分语义。重音恒在倒数第二个元音上，除非在个别情况主要如诗歌中略去了词尾元音，比如familio“家庭“读作[fa.mi.ˈli.o]，重音在i上，而略去了最后一个元音o时（famili'），重音仍然在i上[fa.mi.ˈli]。
23个辅音是：
|        | 雙唇 | 雙唇 | 唇齒 | 唇齒 | 齒齦 | 齒齦 | 齦後 | 齦後 | 硬顎 | 軟顎 | 軟顎 | 喉 | 喉 |
| ------ | ---- | ---- | ---- | ---- | ---- | ---- | ---- | ---- | ---- | ---- | ---- | -- | -- |
| 鼻音   | m    | m    |      |      | n    | n    |      |      |      |      |      |    |    |
| 塞音   | p    | b    |      |      | t    | d    |      |      |      | k    | g    |    |    |
| 塞擦音 |      |      |      |      | ts   | dz   | tʃ   | dʒ   |      |      |      |    |    |
| 擦音   |      |      | f    | v    | s    | z    | ʃ    | ʒ    |      | x    |      | h  |    |
| 颤音   |      |      |      |      | r    | r    |      |      |      |      |      |    |    |
| 边音   |      |      |      |      | l    | l    |      |      | j    |      |      |    |    |

/r/通常读作颤音，但也可以读成英语r [ɹ]。/v/常常读如英语v，但是也有人读成[ʋ] (介于英语的v与w之间)或者[w]，这就要看说话者的语言背景了。半元音/u̯/常常只在元音/a/和/e/之后构成复元音，而并不像辅音w /w/。通常也存在把nk读成[ŋk]和把kz读成[ɡz]的同化现象。
世界语中辅音丛很多，词首可达三连辅音（比如在stranga“奇怪”中），词中可达四连辅音（比如在instrui“教学”中）。除非在外来人名中，词尾辅音丛不常见；诗歌用语省略词尾o；也有极少的基础词汇如同cent“百”，post“在……后”有词尾辅音丛。
- 元音

世界语有五个基础元音，前闭元音i、后闭元音u、前中元音e、后中元音o和开元音a，與西班牙语、斯瓦西里语、菲律宾语、现代希伯来语、现代希腊语一样。
半元音两个/i̯/ 和/u̯/，常与基础元音结合，形成六个复合元音aj、ej、oj、uj、aŭ和eŭ，几乎和菲律宾语裡一样。
因为只有五个元音，所以世界语允许把元音读作其变体。比如说e可能会被读成介于[e] (相当于法语é)与[ɛ] (相当于法语è)之间的各种音。这些细节问题常常要看说话人的母语。有人会在后面还紧连一个元音的元音后添上一个喉塞音，比如heroo“英雄”读作[he.ˈro.o]或者[he.ˈro.ʔo]，praavo“曾祖父”读成[pra.ˈa.vo]或者[pra.ˈʔa.vo]。

## 世界语正書法
世界语文字是拉丁字母变体，一字一音，一音一字。世界语字母表中有六个带附加符号的字母，有峰形符的ĉ[tš/ch/tsh]、ĝ[dž/dg/dzh]、ĥ[x]、ĵ[ž/zh]、ŝ[š/sh]和有谷形符的ŭ[w]，而世界语字母不包括拉丁字母本来的q，w，x和y，这几个字母只有在拼写一些未世界语化的其他語言名字时才会用到。
世界語28個字母如下：
| A a | B b    | C c | Ĉ ĉ    | D d | E e | F f   |
| [a] | [b]    | [ʦ] | [ʧ/tš] | [d] | [e] | [f]   |
| G g | Ĝ ĝ    | H h | Ĥ ĥ    | I i | J j | Ĵ ĵ   |
| [g] | [ʤ/dž] | [h] | [x]    | [i] | [j] | [ʒ/ž] |
| K k | L l    | M m | N n    | O o | P p | R r   |
| [k] | [l]    | [m] | [n]    | [o] | [p] | [r]   |
| S s | Ŝ ŝ    | T t | U u    | Ŭ ŭ | V v | Z z   |
| [s] | [ʃ/š]  | [t] | [u]    | [w] | [v] | [z]   |

| 清 | p [p] | t [t] | k [k] | f [f] | s [s] | ŝ [ʃ/š] | ĉ [ʧ/tš] |
| 濁 | b [b] | d [d] | g [g] | v [v] | z [z] | ĵ [ʒ/ž] | ĝ [ʤ/dž] |

这些字母大多按照对应的国际音标发音，只有c是读成ts。
字母c ĉ ĝ ĥ ĵ ŝ和复元音中的ŭ分别读作[ts] [tʃ] [dʒ] [x] [ʒ] [ʃ] [u̯]。以捷克式IPA轉寫應該寫成ts,tš,dž,x,ž,š,w。

#### 音节的划分
元音可以单独构成音节，而辅音必须和元音在一起才能够构成完整的音节。如果两个元音之间没有辅音，就从它们中间划分，如：mia划分为mi-a两个音节，frua划分为fru-a两个音节。世界语没有复合元音。[参考来源？]如果两个元音间的辅音数为单数，则后面的元音所在的音节多得一个辅音，如：u-nu, i-li, se-sa, be-la, kon-traŭ, vin-tro, in-dus-tri-o。如果两个元音之间的辅音数是双数，两个元音所得辅音相同，如：ler-ni, lon-ga, las-ta, kons-tru-i。重音：世界语单词的重音在倒数第二个音节上，单音节词没有重音。如：domo, labori, esperanto。

### 变体字母的书写
变体字母一度带来了打印和输入的麻烦，尤其是那五个带峰形符字母是世界语特有的。鉴于这些戴帽子的字母已经收录在国标字符的扩充拉丁字符A中，目前这个麻烦只会困扰那些只能使用ASCII码的网络交流和数据库。
另外也有两种应对方法，其一是用加h来替代加帽字母，比如ĉ、ĝ、ĥ、ĵ、ŝ分别写作ch[tsh]、gh[dzh]、hh[x]、jh[zh]、sh，而把ŭ写作u[w]。或者使用捷克式IPA轉寫為t、dšž、x、ž、š、w。
计算机輸入法通行时代后，加x的方法更加通行，即改加帽为在后加x，这样ĉ、ĝ、ĥ、ĵ、ŝ、ŭ就写作cx、gx、hx、jx、sx、ux。
也有一些电脑特殊键盘能够包含世界语字母，在有的系统下能通过软件将加h或加x的字母转换成加帽字母。微软的Windows的EK软件就是一个很好的例子。世界语维基百科也支持“加x转化为加帽字母”功能。

### 世界语语法
世界语词语是由前缀、词根、后缀构成的，其构成方式很规则，从而人们自己造造词也能让旁人明白。复合词是由修饰语在先，主要部分在后的原则构成的，比如birdkanto就是鸟的歌声，kantbirdo就是鸣禽。
不同的词性有各自的独特词尾，名词恒以o结尾，形容词恒以a结尾，所有派生而来的副词以e结尾，动词的六种变化也都有固定词尾，比如现在式就是as结尾。
名词复数会在o后面加j形成oj（发音如同英语的oy），而宾格名词还会在最后加n，于是单数宾格名词结尾就是on，复数ojn。o表明了这是名词，j表明这是复数，n表明是宾格。形容词与名词保持数格一致，主格复数形容词结尾aj（发音如同英语eye），宾格单数an，宾格复数ajn（发音如同英语fine的ine）。
| 名词   | 主语 | 宾语 |
| ------ | ---- | ---- |
| 单数   | -o   | -on  |
| 复数   | -oj  | -ojn |
| 形容词 | 主语 | 宾语 |
| 单数   | -a   | -an  |
| 复数   | -aj  | -ajn |

后缀n除了表示宾格外，也可以表示运动目的地等一些其他意义，类似于德语的第四格Akkusativ。
动词的六种屈折形式包括三种时态和三种式。现在时as，将来时os，过去式is，不定式i，条件式us，命令式u（表达愿望和要求）。动词不随人称和单复数变位。如此kanti就是“唱”的不定式，相当于to sing，mi kantas就是“我现在唱”，vi kantas就是“你现在唱”，ili kantas就是“他们现在唱”。
| 动词时态 | 后缀          |
| -------- | ------------- |
| 现在式   | -as（kantas） |
| 过去式   | -is（kantis） |
| 将来式   | -os（kantos） |
| 动词的式 | 后缀          |
| 不定式   | -i（kanti）   |
| 命令式   | -u（kantu）   |
| 条件式   | -us（kantus） |

语序相对自由。形容词可以在修饰的名词的前或后，动词和宾语可以以任何顺序出现。而冠词la（相当于英语the），形容词性代词tiu（相当于英语that）和介词（比如ĉe，相当于英语at）都应该在所修饰词或短语之前。而在主系表句中，语序如同英语一样，people are animals和animals are people是不同的。

### 词汇
1887年柴门霍夫在《Ligvo Internacia》中就已经确定了世界语核心词汇，此书中列出了九百词根通过前后缀就可以派生出上万复合词。1894年，柴门霍夫出版了第一本世界语字典《Universala Vortaro》，其中囊括的词根数量更大。只要有必要，使用者可以从其它语言中“借”来词根，这是符合世界语规则的。当然了，借比较国际通行的词根更好些，其派生词也要按照世界语规则来。
从那以后，世界语确实借来了很多外来词根，起初大多是来自西欧语言。虽然不是所有人都有意识地广泛从外语中借词，但还是有很多人确实引入了很多借词，尤其是科技术语。而另外日常用语大多是用旧有的词根派生来，比如komputilo（计算机、电脑）就是由动词komputi（计算）加上工具后缀il构成的。同时也存在语义转借的现象，也就是说，词汇根据外语中对应词汇的意义而扩展。比如muso（老鼠）就因英文mouse（老鼠、鼠标）的多义而增添了“鼠标”的含义。世界语者常常为规范某个借词和旧有词汇的语义是否应该扩展而有纷争。
有些世界语复合词含义并不那么清楚明白，比如eldoni从字面上拆开应该是“给出”，而它的实际意义是“出版”，这种复合方式往往是模仿某种西欧语言比如德语的构词时产生的。另外后缀um并没有明确含义，只有靠逐个记忆才能搞明带um后缀的词的确切意思，比如dekstren（向右）和其加um派生来的dekstrumen（顺时针方向）。
世界语中习语俚语并不多，因为太多习语俚语可能让各国人之间的交流变得困难，当然也就与世界语的创造初衷背道而驰了。

### 实用世界语短语
以下列出了一些实用的世界语词汇和短语：
| 漢語             | 世界語                    | 國際音標                            |
| 你好             | Saluton                   | [sa.ˈlu.ton]                        |
| 是               | Jes                       | [ˈjes]                              |
| 不是             | Ne                        | [ˈne]                               |
| 早安             | Bonan matenon             | [ˈbo.nan ma.ˈte.non]                |
| 晚安             | Bonan vesperon            | [ˈbo.nan ves.ˈpe.ron]               |
| 夜安             | Bonan nokton              | [ˈbo.nan ˈnok.ton]                  |
| 再见             | Ĝis revido                | [dʒis re.ˈvi.do]                    |
| 你叫什么名字？   | Kiel vi nomiĝas?          | [ˈki.el vi no.ˈmi.dʒas]             |
| 我叫约翰。       | Mi nomiĝas Johano         | [mi no.ˈmi.dʒas jo.ˈha.no]          |
| 你好吗？         | Kiel vi fartas?           | [ˈki.el vi ˈfar.tas]                |
| 你说世界语嗎？   | Ĉu vi parolas Esperanton? | [ˈtʃu vi pa.ˈro.las es.pe.ˈran.ton] |
| 我听不懂你说的。 | Mi ne komprenas vin       | [mi ˈne kom.ˈpre.nas vin]           |
| 好。             | Bone                      | [ˈbo.ne]                            |
| 行。             | Ĝuste                     | [ˈdʒus.te]                          |
| 谢谢             | Dankon                    | [ˈdan.kon]                          |
| 不客气           | Nedankinde                | [ˌne.dan.ˈkin.de]                   |
| 请               | Bonvolu                   | [bon.ˈvo.lu]                        |
| 保佑你           | Sanon!                    | [ˈsa.non]                           |
| 祝贺             | Gratulon                  | [ɡra.ˈtu.lon]                       |
| 我爱你           | Mi amas vin               | [mi ˈa.mas vin]                     |
| 请给我来一杯啤酒 | Unu bieron, mi petas      | [ˈu.nu bi.ˈe.ron, mi ˈpe.tas]       |
| 那是什么？       | Kio estas tio?            | [ˈki.o ˈes.tas ˈti.o]               |
| 那是条狗。       | Tio estas hundo           | [ˈti.o ˈes.tas ˈhun.do]             |
| 安静！           | Pacon!                    | [ˈpa.tson]                          |

### 例文
下面的短文体现了世界语的一些特点：
- 世界语原文

En multaj lokoj de Ĉinio estas temploj de drako-reĝo. Dum trosekeco oni preĝis en la temploj, ke la drako-reĝo donu pluvon al la homa mondo. Tiam drako estis simbolo de la supernatura estaĵo. Kaj pli poste, ĝi fariĝis prapatro de la plej altaj regantoj kaj simbolis la absolutan aŭtoritaton de feŭda imperiestro. La imperiestro pretendis, ke li estas filo de la drako. Ĉiuj liaj vivbezonaĵoj portis la nomon drako kaj estis ornamitaj per diversaj drakofiguroj. Nun ĉie en Ĉinio videblas drako-ornamentaĵoj, kaj cirkulas legendoj pri drakoj.
- 中文翻譯

在中国，很多地方都有龙王庙。干旱的时候，人们就去庙里祈求龙王给人间降雨。当时龙还是超自然力量的象征。此后，龙成了皇帝的祖先，并象征了封建帝王的绝对威权。皇帝宣称自己是龙之子，皇帝的所有个人物品都带有龙的名字，装饰有龙形图案。如今，中国处处都能见到龙的装饰，处处都流传龙的神话。
- 英語翻譯

In many places in China, there were temples of the dragon-king. During times of drought, people would pray in the temples that the dragon-king would give rain to the human world. At that time the dragon was a symbol of the supernatural. Later on, it became the ancestor of the highest rulers and symbolised the absolute authority of the feudal emperor. The emperor claimed to be the son of the dragon. All of his personal possessions carried the name "long" and were decorated with various dragon figures. Now dragons decorations can be seen everywhere in China and legends about dragons circulate.

## 教学
大多世界语者是自学的，可以网上学，也可以参加志愿者开的课。近年来像lernu!、多邻国之类的教学网站于互联网上流行。
部分学校裡亦有世界语教学，包括英國曼彻斯特大学辖下的先锋向导计划的四所小学，以及世界各地的69所大学（包括柏克萊大學、史丹佛大學及枣庄学院）。然而除了中国和匈牙利的几所大学，这些教授世界语的大学大多並非正式的教学也無國家贊助。匈牙利布达佩斯的羅蘭大學曾在1966年到2004年有国际语言及世界语系，2004年后将其教学移交给职业学校，还有官方组织的世界语教师考试。巴西参议员于2009年通过了一项议案，将使世界语成为公立学校外语课程的一种，然而2010年，此议案由于下院反对未能通过。
很多教育工作者估算，无论在何处，世界语都只需要其他语言的二十分之一到四分之一不等的学习时间。Claude Piron曾是日内瓦大学的心理学家，也是联合国的英汉俄西四種語言的翻译家，坚称世界语比很多民族语言都直观：“世界语几乎完全依赖直观感受，它和其他任何语言的区别在于你可以永远跟着自己的感觉走，概括与模仿。让·匹亚格特所说的同样的神经心理学法则也适用于其构词和语法。
然而必须指出，这数据只能反映以法语为母语的人学习不同语言的难度。要得出精确结论，还得比较其他国家的数据（因为法语和意大利语都是罗曼语，他们间的差距比法语和德语间的差距、法语和英语间的差距要小）。
在曼彻斯特大学指导下，有230名学生的四所英国小学，从2010年至2013年，为期四年的研究，正在进行“世界语预备课程”教学，也就是通过世界语教学来提升语言意识，并帮助接下来的其他外语学习。在新西兰、美国、德国、意大利和澳大利亚也有研究。研究结果很正面，说明了在学习另一门外语（自然语言）之前先学一些世界语有利于该语言的学习。这似乎是因为学过外语再学外语比第一次学外语简单，而语法简单，无固定文化背景的辅助语言世界语的教学让学生打破了第一语言学习的障碍。在一项研究中，一组欧洲初中生先学一年世界语，再学三年法语，最后他们的成绩比学四年全学法语的对照组学生强。把接受实验者的母语和所学习自然语言换成其他的语言，结果也是一样的，甚至总课程被压缩到两年，其中学六个月世界语时也是。

## 社群

### 地理分布與人口
到现在世界语还是世界上最通用的人造语言。在欧洲有大量的使用者，尤其在城市地带。世界语在东欧北欧、伊朗，在美洲的巴西、阿根廷、墨西哥，非洲的多哥等地尤其通行。

#### 使用人數
Sidney S. Culbert 是华盛顿大学退休教授，也是持之以恒的世界语者。他为估算世界语者的数目做了一项实验，耗费二十年，在数十个国家划定实验地区，并在其中统计世界语者。其结论如下：一百多万人能够达到“三级纯熟水平”，即有能力稳健毫不迟疑地表达复杂概念，能跟得上演讲和广播等。古尔博特的估算工作不止是算世界语一种语言，他调查也有一部分是调查一百多万人的语言状况，并按年度发表在《世界年鉴》上。他最详细的方法写在了他1989年给David Wolff的信上。由于Culbert不曾在媒体上详细刊载某国某地的调查结果，所以也不好客观独立地评价他调查结果的准确性。
在年鉴中，他估算世界语者的数目大概在两百万人。这个数据登在了Ethnologue上。要是这个数据是正确的，那么我们可以说世界总人口的万分之三会说这种语言。这没有达到柴门霍夫创造世界共同语的目标，但同时也表明，世界语的成就已经是其他人造语言远不能匹敌的了。
Marcus Sikosek认为有160万世界语者的说法是夸大的，他估计，就算全球各地世界语者分布是平均的，那么算下来科隆市应该是有180个世界语者，但是他在那里只找到30个能够流利讲世界语的人，其余本应世界语者较密集的几个地方也如此。他还指出，各种世界语组织总会员数  只有20000（有人觉得他估算少了）。虽说也肯定有很多世界语者没参加世界语组织，但他认为世界语者总量达到20000的五十倍似乎还是不可能的。
芬兰语言学家Jouko Lindstedt是研究世界语母语者的专家，他统计的所有世界语者的世界语能力比例如下：
- 一千人的母語是世界語
- 一萬人能夠流利使用世界語
- 十萬人能夠積極地說和寫世界語
- 一百萬人能夠看懂、聽懂一定程度的世界語
- 一千萬人或多或少學過一些世界語

由于古尔博特博士的统计缺乏详细区域数据，也没有真正的普查，所以不太可能确切讲到底有多少世界语者。全球世界语协会称，世界语课本的数量和地方社团的人数表明，对于世界语有一定了解的人有几十万乃至可能上百万。
Lu Wunsch-Rolshoven于2001年匈牙利和立陶宛的普查数据得出结论，全球大概有十六万到三十万的人能够能动、流利地讲世界语，其中半数在欧洲。
随着科技的发达，更多的国家皆能使用网际网路，因此，学习世界语的人数是难以计算的。很多都是通过网上学习的管道，让自己成为世界语人。特别是lernu 和Kurso 这两个公益网站所提供的学习资料，很受欢迎。上述的数字只是一个参考数据，没有一定的来源。

#### 以世界语为母语者
Ethnologue估算出世界上約有200到2000名世界語母語者（Denaskuloj），這些人士出身自跨國婚姻家庭中，從小便在家講世界語，因為這是父母唯一共通的語言；但也有些情況是父母熱衷世界語推廣運動，因此讓他們的小孩在家講世界語。但是世界語母語者必須面臨的问题是，他們必須有能夠使用另一語言的能力來面對鄰居、學校和職場。
著名的世界語母語者包括猶太裔美籍的富豪喬治·索羅斯（他父親是位世界語作家）、1957年諾貝爾生理醫學獎得主達尼埃爾·博韋和納粹大屠殺遇難的男孩彼得·金茲。

### 文化
Monato，意为月刊，是最大的世界语新闻杂志。世界语者可以接触到各式各样的世界文化，包括原创的和翻译而来的文学作品。有25000多种世界语书籍，有世界语原创也有译作。也有世界语杂志定期出版。用Pasporta Servo，通过世界语笔友服务发展笔友关系，世界语使用者可以在92个国家获得免费住宿。
每年有1500－3000名世界语者在國際世界语大会（Universala Kongreso de Esperanto）上欢聚一堂。
历史上就有很多世界语音乐作品带有各种民歌风格，比如Kaj Tiel Plu。近几十年来，更多的摇滚等现代音乐流派出现，比如瑞典音乐组合Persone。还有很多古典、半古典的合唱乐队，既有世界语原创也有译作，也有集体世界语合唱。Lou Harrison在他的音乐中糅合了世界多种不同文化的风格和乐器，并使用世界语标题或内容，最值得一提的是La Koro-Sutro（心经）。David Gaines创作《第一交响曲（世界语）》，用世界语诗歌和柴门霍夫演讲选段作女次高音、管弦乐队歌词（94年-98年）。他还用世界语直接创作歌词Povas plori mi ne plu（我再也不能哭泣），由无伴奏的男女高低音合唱团演唱。
1964年的Angoroj是第一部使用世界语拍摄的电影。1965年，由威廉·夏特纳主演的Incubus是唯一一部知名的完全使用世界语的长片。
世界语者还有一些共同传统，如柴门霍夫日，还有同样的行为规范，世界语者在世界语会议中优先讲世界语。
贬低世界语的人常常讲世界语“没有文化”，而支持者，如哈特福德大學的汉弗莱·托金教授认为世界语是生来就在文化上中立的，只是为便利文化间交流而存在，并不要成为独立的文化承载者。苏格兰世界语作家William Auld曾在这方面论述很多，他坚称世界语是“人类共同文明的表达”，不受国家间阻碍，这样我们就可以认为世界语有一种属于自己的文化。也有观点认为世界语有潜在可能加强欧洲共同认同，因为它结合了多种欧洲语言的特点。

## 世界语的遗产

### 一些有世界语作品的作者
- William Auld
- Julio Baghy
- Kazimierz Bein（Kabe）
- Marjorie Boulton
- Jorge Camacho
- Fernando de Diego（mainly translations）
- 瓦西里·爱罗先柯（鲁迅的朋友）
- Jean Forge
- Antoni Grabowski
- Kálmán Kalocsay
- 李士俊（筆名："Laŭlum"）
- Miyamoto Masao
- Abel Montagut
- Nikolai Nekrasov
- Nemere István
- Claude Piron
- Edmond Privat
- Frederic Pujulà i Vallès
- Baldur Ragnarsson
- Reto Rossetti
- Raymond Schwartz
- Tibor Sekelj
- Tivadar Soros
- Henri Vallienne
- Vladimir Varankin
- Gaston Waringhien
- Ludwik Łazarz Zamenhof

### 流行文化中的世界语
世界语在很多电影和小说中应用，尤其为了在增加异域风情的同时不点明具体国家，也为了避免创造新语言的麻烦。卓别林1940年的电影《大独裁者》中犹太区商店标识就是世界语的，这是为了创造东欧的异域风情，而不用具体的东欧某国语言，他另一部1940年的电影《上新加坡的路》里也有一首世界语歌曲。
有两部电影是从头到尾完全用世界语拍摄的，一部是1964年的Angoroj（窒息），还有1985年的B级恐怖片Incubus（噩梦）。加拿大男演员威廉·薛特納学过一定的世界语，所以他有条件在《噩梦》中主演。不过世界语者讲他说的世界语法语口音太重了，这是他在McGill大学上学时学的。在弗里茨·朗1927年的作品《大都市》中，背景中有世界语书写的商店名和路标。
也有其余的同类作品，比如由同名小说改编的Gerda Malaperis（盖尔达消失了）。也有很多以民族语言拍摄的主流电影或多或少用到些世界语。比如1997年的電影《千鈞一髮》，里面可以时不时听到世界语广播。1994年的《街頭霸王》中，世界语是虚构国家Shadaloo的语言。其中一个兵营场景裡，坏蛋M. Bison的士兵用世界语唱一首激昂的俄罗斯军乐风格的合唱，即《Bison的士兵前进曲》。世界语也在电影《刀鋒戰士3》中出现。
1980年中日合拍电影《望乡之星》讲述日本反战人士绿川英子（栗原小卷饰演）的故事。绿川英子本人可以熟练使用世界语，故电影中有不少使用世界语的情节。
英国喜剧《红矮星号》的前几集中，人们可以看到Arnold Rimmer在学习世界语，还有Kryten。在第一季中，航天飞船上的标志是世英双语的。
在Harry Harrison的Stainless Steel Rat和Deathworld Stories中，世界语也被用作未来世界的通行语言。
音乐家Stephen Kellogg说他2009专辑《熊》中的歌曲《Shady Esperanto and the Young Hearts》就提到了世界语。尽管在那个歌裡Shady Esperanto只是个角色名。
流行的电子游戏《最终幻想XI》中的歌曲《Memoro de la Ŝtono》是用世界语写的。这是该系列中第一部网络游戏，作曲者植松伸夫认为世界语是一种极好的表达世界大同的语言，这段旋律也被全世界传唱。
在Michael Chabon的小说《意第绪警察联盟》中，主角就住在柴门霍夫宾馆里，宾馆里所有标志都是世界语的。
动画片《Tiny Toon历险记：假期怎么过》里面，Buster Bunny讲：“音乐是大同语言。”而Babs Bunny回答：“这么我觉得应该是世界语。”
在系列动画片The Tick第二季的第11集《The Tick vs. the Big Nothing》中迪克遇到一种称作Whats的外星人，这些外星人声称他们什么地球语言都会讲，就是不会世界语，因为“你晓得人的力量是有限的”。
2002年的日本科幻电视动画翼神世音中，TERRA（テラ）为世界语"TERENO EMPIREO RAPIDMOVA REAKCII ARMEO"的首字母缩合词。
在2011年发布的畅销电脑游戏《上古卷轴V：天际》（The Elder Scrolls V: Skyrim）中，有一本经过密码翻译的，用世界语写成的书（实际只是一篇短文），作为游戏中的一个“彩蛋”而十分有趣。
2012年上映的日本动画电影《哆啦A梦·大雄与奇迹之岛～动物历险记～》，剧中的贝尔加蒙德（Belegamondo）岛上的原住民——克洛克族使用的语言实际上就是世界语。在电影剧情中其族人有一小部分使用世界语的对白。这个岛的名字本身也是一个世界语词汇，意为“非常美丽的世界”。并且，剧中角色，克洛克族族长的孙女科隆的渡渡鸟宠物的名字——克拉祖（Kuraĝo）也是一个世界语单词，意为“勇气”。同时，族长的名字奥洛（Oro）是世界语中“黄金”的意思。
2013年上映的日本動畫電影《帕蒂瑪的顛倒世界》中的片尾曲《Patema Inverse》是以世界語作詞，描述兩個世界的相遇，在漸行漸遠的天空與地球之間，手中緊握的是彼此的手，以及片头的对话也是用世界语所描述的。
2017年日本美少女遊戲《恋语Juliamo -amrilata lingvo-》中異世界使用一種被稱為「Juliamo」的語言，該語言與世界語相同在某年七月被創立。該語言是使用特殊字母書寫的世界語，玩家在遊戲中必須逐漸學習這門語言。「Juliamo」是由世界語的七月Julio和愛Amo所組成，在日文中有「七月愛＝文月愛＝以文相互扶持」的多重含意，也隱含了來自不同平行世界的人們能夠彼此相愛的宏願。

### 科学
1921年法国科学院推荐世界语作为世界科学交流语言。一些科学家，比如数学家莫里斯·弗雷歇，语言学家John C. Wells，教育家Helmar Frank，诺贝尔奖得主经济学家赖因哈德·泽尔腾的一部分研究成果是以世界语出版的。Frank和Selten还是圣马力诺国际科学学院的创始人，这所学校也被人叫做世界语大学，因为那里教学管理都是讲世界语的。

### 商业活动
世界语的商业活动已经进行了好几年，2013年的全球世界语商业联合会 的会长是来自中国的王天义。远在二十年代，法国的商业会已经做了研究，显示世界语是最理想的商业用语。这项研究刊登在1921年的纽约时报上 （页面存档备份，存于） 。

### 世界语运动的目标
柴门霍夫的目的是创造一种易学的语言来增进国际间了解。世界语的功能是作为国际辅助语言，也就是一种通用的第二语言，并不是用于取代民族语言。在世界语运动的早期，绝大部分世界语者都赞成这个目标。后来，鉴于世界语和其文化的成长，有的世界语者开始提出更高目标，尽管世界语并不被联合国和其他国际组织接受。
这种希望世界语最终在大尺度上被官方接受的世界语者一般被称作finvenkistoj，这个名称来自世界语词fina venko，意为“最终胜利”，也叫pracelistoj，词源是pracelo，意为“本来目标”，那些坚持语言的内在价值的人一般被称为raŭmistoj，这个名称来自芬兰地名Rauma，1980年国际世界语青年大会曾在那里发表宣言，他们提出了世界语文化的价值，而认为fina venko短期内很难实现。以上这些思潮其实互相并不排斥。
1996年的布拉格宣言展现了世界语运动即主要世运组织国际世界语协会（UEA）的主流观点。

### 世界语标志和旗帜
绿旗
最早的绿旗和目前通用的绿旗的特点是，绿底，角上的白方块上有绿色五角星。这是1887年爱尔兰人Richard Geoghegan设计给柴门霍夫看的，此人也是编写英语世界语教材的第一人。1905年，在法国Boulogne-sur-Mer召开的第一届世界语者大会的代表们批准此旗作为标志。有时人们也会在星星上加一个字母E。基督徒有时会在星星上面加上一个白十字架。左翼人士会把绿色改为红色。
1987年，另一种旗帜样式在UEA举办的世界语百年庆典的竞赛上崭露头角。这个旗帜是白底子上有两个相对的E曲线，装点有jubilea simbolo的字样，意为“百年大庆”。有的世界语者批评它的椭圆曲线像甜瓜。不过到现在人们还在用这个旗帜，只是不如传统的verda stelo绿星旗更加通用。

### 政治
很多政治理念都牵涉到世界语。最常见的就是“歐洲–民主–世界語”政黨，其目标是让世界语成为欧盟的官方语言。爱尔兰政党Éirígí最近也接受了绿星的标志，因为一些成员支持让世界语成为替代英语的国际语言。

### 宗教
世界语在某些宗教中也有特殊地位，比如日本的大本教和巴哈伊信仰（Baha'i Faith），其余的一些宗教也多少提倡世界语。
- 大本教

大本教提倡信仰者使用世界语，还尊崇柴门霍夫为神。
- 大同教（巴哈伊信仰）

大同教提倡使用国际辅助语言，而未曾说清是哪一种语言，一些大同教信徒认为应该是世界语。莉迪亚·柴门霍夫（Lidja Zamenhof），柴门霍夫的女儿是大同教信徒。很多大同教文章被译成世界语。
- 招魂术

1908年，招魂巫师Camilo Chaigneau在杂志《La Vie d'Outre-Tombe》写了一篇文章《招魂术与世界语》，推荐在一部招魂巫师和世界语者的“核心杂志”上使用世界语。然后主要在巴西，招魂巫师开始积极使用世界语。巴西招魂巫师联盟出版世界语教科书，翻译招魂术的基本书籍，并劝招魂巫师学世界语。
- 聖經翻譯

第一部翻译成世界语的圣经是柴门霍夫自己翻译的《旧约》。一些英国的牧师和学者在对此书加以批注并与其他语言的圣经比较，然后在1910年由英国外国圣书协会出版。1926年世界语新旧约译本又一同出版，这个版本一般称作Londona Biblio（伦敦圣经）。六十年代，国际圣经信徒和东方学者协会想要组织编辑一部更能通行世界的世界语译本。于是荷兰诤言派（Remonstrant）牧师Geritt Berveling除新翻译了福音书、部分新约书信、部分旧约外，还翻译了经外书。这些译作陆续在一些小册子里发表，也有的在《天国》（Dia Regno）连载，而经外书是在新版伦敦圣经中发表的。
- 基督教

有两个基督教世界语组织是在世界语早期就成立的。一个是1910年的国际天主教世界语者联盟。一个是1911年的国际基督徒世界语者同盟。自从1994年的复活节之后，教宗若望保祿二世和教宗本篤十六世总在复活节和圣诞节的用多种语言的普世祝福中使用世界语。使用世界语的教派还有：
贵格派（颤抖者）世界语协会，他们有人称是“兄弟会”的活动。
1910年，基督教兄弟会首次用世界语出版。
也有以世界语传道的基督教教士和教师，尼日利亚的牧师Bayo Afolaranmi的“精神食粮”（Spirita nutraĵo）雅虎邮件发送单，从2003年开始每周发送传道信息。
Chick出版公司将其出版的Jack T. Chick创作的基督教基要派福音书漫画式传单译成了世界语，比如“Jen Via Tuta Vivo”（这就是你的全部生活）。
- 伊斯兰教

伊朗的最高领袖霍梅尼呼吁穆斯林学习世界语，他称赞世界语是不同文化背景之间的人交流的好媒介。霍梅尼建议用世界语取代英语做世界通用语，于是圣城库姆的神学院开始使用世界语，世界语的古兰经不久后也在伊朗出版。然而1981年之后霍梅尼和伊朗政府开始反对世界语，因为他们发现“异端”巴哈伊教徒也喜欢世界语。

## 批评

### 难学
目前能够流利使用世界语的人都是较有语言天赋的人，同属印欧语系的欧洲人在记忆世界语词汇方面有天生优势。然而，对于普通人，特别是非欧洲语言使用者而言，世界语并非那么容易学习。
一派學者认为，学习世界语有利于学习外语，但事实上，研究表明，学习第一外语之后再学习第二外语，本來就比较容易，对其他语言也是一样的，世界语并非特殊。

### 使用人數
世界语使用者声称世界上有几百万世界语者，但实际数量远低于这一数字。就算全球各地世界语者分布是平均的，那么算下来科隆市应该是有180个世界语者，但是Marcus Sikosek在那里只找到30个能够流利讲世界语的人，其余本应世界语者较密集的几个地方也如此。他还指出，各种世界语组织总会员数只有20000。虽说也肯定有很多世界语者没参加世界语组织，但他认为世界语者总量达到20000的五十倍似乎还是不可能的。
世界语的最初构想就是成为国际交流用语，准确地讲就是做所有人的第二语言。自从公开后，就一直有人争论世界语能否达到这个程度，是否对国际交流有帮助。世界语支持者也因主张将学习外语的钱改用在学习世界语上而受到批评。
世界语并没有达到创始者设定的成为世界共通语的目标，而世界语支持者则强调世界语既得的成就已经不小了。尽管世界语也问世了一百多年了，世界语使用者相对于世界总人口仍然很少。比如在英国，学校很少教世界语，因为政府认为世界语不符合需要。还有很多批评说道世界语希望成为占优势的国际辅助语言的抱负不实际，它斗不过英语。从实际上的国际交流来看，英语在很多方面都充当着事实上的世界共通语，而世界语的使用范围则相当有限。

### 消滅母語
世界语若廣泛通用，將有消灭母语的可能，特别是那些以世界语为母语的人，已经将本身的母语消灭了，这些人的行为本身已经试图让世界语成为母语而不是他们自己所声称的第二语言。表面上看，即使是世界语母语者也需要生活在当地的语言社区内，也需要掌握其父母的语言，所以世界语注定只是其母语之一，不存在“将本身母语消灭”的问题。但是，如果世界語母語者不斷增長，幾代人之後，多數人都以世界語為母語，那麼，以上觀點就不成立了。
世界语目前之所以没有得到大规模的反对，在于它实际上规模很小，对母语构不成威胁。

### 目標错误
柴门霍夫声称统一的语言有助于增进不同民族的理解、和平。但這種觀點並不正確。語言只是幫助溝通，能夠在一定程度上減少誤會。但衝突多半仍是產生在傳統文化、階級、價值觀、以及利益考量等方面上，還有一些是被蓄意操縱出來的。例如巴基斯坦和印度都有很多人懂英语，但还是有不少冲突；同一个国家同一个民族又说相同语言的團體内部也常都会有内部冲突。批評者甚至進一步認定统一的语言与和平毫无关系，尤其是在世界語不那麼普及的情況下。

### 规则复杂，拒绝改进
由于世界语是人工造的语言，所以有很多人批评它的细节问题。比如柴门霍夫选择用edzo而不是在歐洲語言中更常見的spozo表达“丈夫”的意思。还有他选择用古代希腊语拉丁语的单复数词尾-o，-oj，-a，-aj而非后来的拉丁语希腊语简化了的-o，-i，-a，-e（这些改动都被伊多语接纳了，不过伊多语取消了形容词变化一致的规定）。
有批评说世界语看起来似乎有些不自然，这主要源于變音符號，讓一些人觉得古怪麻烦。还有人认为人造语言是必然充满各种缺陷的，因为它是人造的。

### 中文翻譯
「Esperanto」在中文被翻譯為「世界語」，而只基於歐洲語言的世界語明顯不夠「世界」，該詞在世界語中也並無「世界」之意，而是「希望者」之意，所以部分中文世界語使用者將其稱為「希望語」。部分中文學習者因為「世界」而學習世界語，但學習後發現和「世界」並無太大關連。而真正將自己稱為「世界語」是世界語的先驅沃拉普克語（Volapük），「Volapük」中vol來自「world（世界）」而pük來自「speech（話）」，雖然該語言也只基於歐洲語言。

### 歐洲中心主義
世界语词汇语法是基于欧洲主要语言的，并不“世界”，不過這也只是因為中文翻譯的問題（見世界語#中文翻譯段落），但世界語依舊帶有很強的歐洲中心主義。更常见的问题是，世界语语法只基於歐洲語言，对于欧洲之外的亚洲人来说还是很陌生，这样讲欧洲语言的人在学习上就占了优势，目標是成為全球輔助語言的話，就對非歐洲人來說显得不公平。雖然世界語基於西方語言，但而它的词汇、带帽的字母、语法卻都与主要西欧语言有所差異。所以世界语对于讲西歐语言的人来说也并非多好学，甚至可能比学某种真正的欧洲语言更难。舉例來說，还常有抨击世界语形容词与名词数格一致和宾格的言论，這是歐洲語言中常見的語法之一，但對於歐洲以外的語言來說並不常見，甚至構成了很大的學習障礙。其实这些细节问题也是一些世界语者希望改革的。
由于世界语的词汇的语义学都是来自欧洲语言的，所以世界语是基于欧洲文化的，这也给世界语灌入了欧洲式的世界观。还有，世界语词汇量巨大，不光从既有的词根中派生大量新词，而且还大量吸收外来词。这样对于非欧洲人来说，就有些不必要地难学了。关于词汇量的问题，很多世界语支持者也认为要修改，他们觉得除非非用不可就坚决不用外来借词，一切情况下都应尽可能使用世界语本身的派生词。但“世界語本身”基於歐洲語言，而“外來藉詞”主要指代非歐洲語言，這也變相增強了歐洲中心主義。
為改進世界語，誕生了很多的改良人工語言。其中包括Lojban（逻辑语），這門語言解決了歐洲中心主義的問題，它结合了六种使用人数最多的语言：阿拉伯语、汉语普通话、英语、印地语、俄语、西班牙语，语法则如同电脑编程一般。也包括伊多语（Ido）和国际语（Interlingua，英特林瓜语），這些語言是為了解決和歐洲語言的差異，但仍然與非歐洲語言差異巨大。

### 缺少承載的文化
世界语“没文化”，尽管有汗牛充栋的世界语写的文章，世界语还是不能承载起某种文化。

### 性别不中立
世界语对于阴阳性的处理使得它有了性别歧视之嫌。大部分表示亲属的词语都是默认为男性，女性形式要另加后缀。也有一些修改的尝试，其中比较好的就是世界语作家霍尔海·加马乔（Jorge Camacho）使用的iĉism法，从他的点子中也派生出了Riism（世界语语法性改革主义）一词。

## 改革与变种
尽管世界语从创造起到现在也经历了一些修改，近年还是有人提出更多修改要求。较早的就是柴门霍夫自己在1894年的提案，另外还有1907年有人发明的伊多语等。
现在还有人想让世界语摆脱性别歧视之嫌，比如Riism（世界语语法性改革主义），然而世界语已经是一种很多人口中讲惯了的活的语言了，要改革世界语不比改革自然语言简单。
有人认为在世界语的發展過程中，有必要参考古拉丁文进行修改，因為古拉丁文的成份今天仍然是歐洲語言的共同交集。

## 命名
有很多地理和天体名称以世界语或柴门霍夫命名。比如南极洲沿岸的世界语岛。还有芬兰世界语者天文学家爾約·維薩拉（Yrjö Väisälä） 发现的小行星1421被命名为世界语小行星，小行星1462被命名为柴门霍夫小行星。

## 参閲
- 世界语历史
- 世界语文学
- 世界语音乐
- 世界语正書法
- 世界语语法
- 世界语文化
- 世界语旗帜
- 世界语标志
- 人工語言
- 世界語與因特語的比較
- 世界語與伊多語的比較